# Jesús María Barrientos Pacho
Jesus María Barrientos Pacho (Lleó, 25 de desembre de 1958) és un magistrat lleonès, president del Tribunal Superior de Justícia de Catalunya entre 2016 i 2025. És membre de l'Associació de magistrats i jutges Francisco de Vitoria.
Va començar la carrera judicial el 1985 i ha treballat als jutjats d'Astorga, Lleó, al jutjat número 26 de Barcelona i al de San Vicente de la Barquera, Cantàbria. El 1988 va ascendir a magistrat i va ser destinat a l'Audiència Provincial de Barcelona. Ha presidit la Secció Vuitena (penal) de l'Audiència de Barcelona des de 2002 i, el 2014, va ser nomenat membre de la sala civil i penal del TSJC. Ha participat en el judici a l'exdiputat de Convergència i Unió i exalcalde de Lloret de Mar Xavier Crespo, condemnat a nou anys i mig d'inhabilitació per donar tracte de favor a un empresari rus a canvi de donacions. Barrientos va votar a favor de condemnar a Crespo per un delicte de prevaricació, el contrari que Miguel Angel Gimeno, qui presidia la sala.
Ha estat vocal del Consell Rector de l'Escola Judicial i ha col·laborat com a professor amb les universitats Pompeu Fabra i Central de Barcelona, amb el CEU i amb el Centre d'Estudis Jurídics de la Generalitat.
Va ser el president del tribunal, format per Eduardo Rodríguez i Carlos Ramos, que va jutjar el 6 de febrer de 2017 a l'expresident de la Generalitat de Catalunya Artur Mas, l'exvicepresidenta Joana Ortega i l'exconsellera d'educació Irene Rigau al Tribunal Superior de Justícia de Catalunya, acusats de desobediència i prevaricació, per haver organitzat la consulta sobre la independència de Catalunya del 9 de novembre del 2014.
L'1 de juliol de 2022, Barrientos fou apartat del judici contra l’ex-president del parlament, Roger Torrent, l’ex-vicepresident Josep Costa i els ex-secretaris de la mesa Eusebi Campdepadrós i Adriana Delgado per la seva parcialitat i el seu posicionament contrari a l'independentisme.